# Haga (huyện)
Haga (芳賀郡 Haga-gun) là huyện thuộc tỉnh Tochigi, Nhật Bản. Tính đến ngày 1 tháng 10 năm 2020, dân số ước tính của huyện là 60.012 người và mật độ dân số là 150 người/km2. Tổng diện tích của huyện là 396,5 km2.